# Lightstorm Entertainment
Lightstorm Entertainment је америчка независна продукцијска кућа коју су 2001. године основали филмаџија Џејмс Камерон и продуцент Лоренс Касанов. Дистрибуцију већине њених филмова ради 20th Century Studios. Продуцирала је Камеронове филмове: Терминатор 2: Судњи дан (1991), Титаник (1997) и Аватар (2009).
Лого куће приказује стрелца који користи муњу као стрелу.

## Филмови
| Назив                      | Година | Режија           | Сценарио | Дистрибутер         | Продукцијска кућа  | Буџет                  | Зарада                 | Референце |
| -------------------------- | ------ | ---------------- | --- | ------------------- | ------------------ | ---------------------- | ---------------------- | --------- |
| Терминатор 2: Судњи дан    | 1991.  | Џејмс Камерон    | Џејмс Камерон Вилијам Вишер |                     |                    | 94—102 милиона долара  | 520,8 милиона долара   | [ 5 ]     |
| Амбис                      | 1993.  | Џејмс Камерон    | Џејмс Камерон |                     |                    | 43—47 милиона долара   | 89.8 милиона долара    | [ 6 ]     |
| Истините лажи              | 1994.  | Џејмс Камерон    | сценарио: Џејмс Камерон прича: Рандал Фрејкс Џејмс Камерон | (САД) (међународно) | Н/Д                | 100—120 милиона долара | 378,9 милиона долара   | [ 7 ]     |
| Чудни дани                 | 1995.  | Кетрин Бигелоу   | сценарио: Џејмс Камерон Џеј Кокс прича: Џејмс Камерон | (САД) (међународно) | Н/Д                | 42 милиона долара      | 8 милиона долара       | [ 8 ]     |
| Титаник                    | 1997.  | Џејмс Камерон    | Џејмс Камерон | (САД) (међународно) | Н/Д                | 200 милиона долара     | 2,187 милијарди долара | [ 9 ]     |
| Соларис                    | 2002.  | Стивен Содерберг | сценарио: Стивен Содерберг темељи се на роману Соларис: Станислава Лема |                     | Н/Д                | 47 милиона долара      | 30 милиона долара      | [ 10 ]    |
| Аватар                     | 2009.  | Џејмс Камерон    | Џејмс Камерон |                     | 237 долара         | 2,84 милијарди долара  | [ 11 ]                 |           |
| Алита: Борбени анђео       | 2019.  | Роберт Родригез  | сценарио: Џејмс Камерон Laeta Kalogridis темељи се на манги Борбени анђео Алита: Јукита Кишира                                                                                |                     | 170 милиона долара | 404,9 милиона долара   | [ 12 ]                 |           |
| Терминатор: Мрачна судбина | 2019.  | Тим Милер        | сценарио: Дејвид С. Гојер Џастин Родс Били Реј прича: Џејмс Камерон Чарлс Х. Егли Џош Фридман Дејвид С. Гојер Џастин Родс темељи се на ликовима: Џејмса Камерона Гејл Ен Херд | (САД) (међународно) |                    | 185—196 милиона долара | 261,1 милиона долара   | [ 13 ]    |